# 澤站
澤站（日语：／ Sawa eki */?）是位於日本長野縣上伊那郡箕輪町，屬於東海旅客鐵道（JR東海）飯田線的鐵路車站。

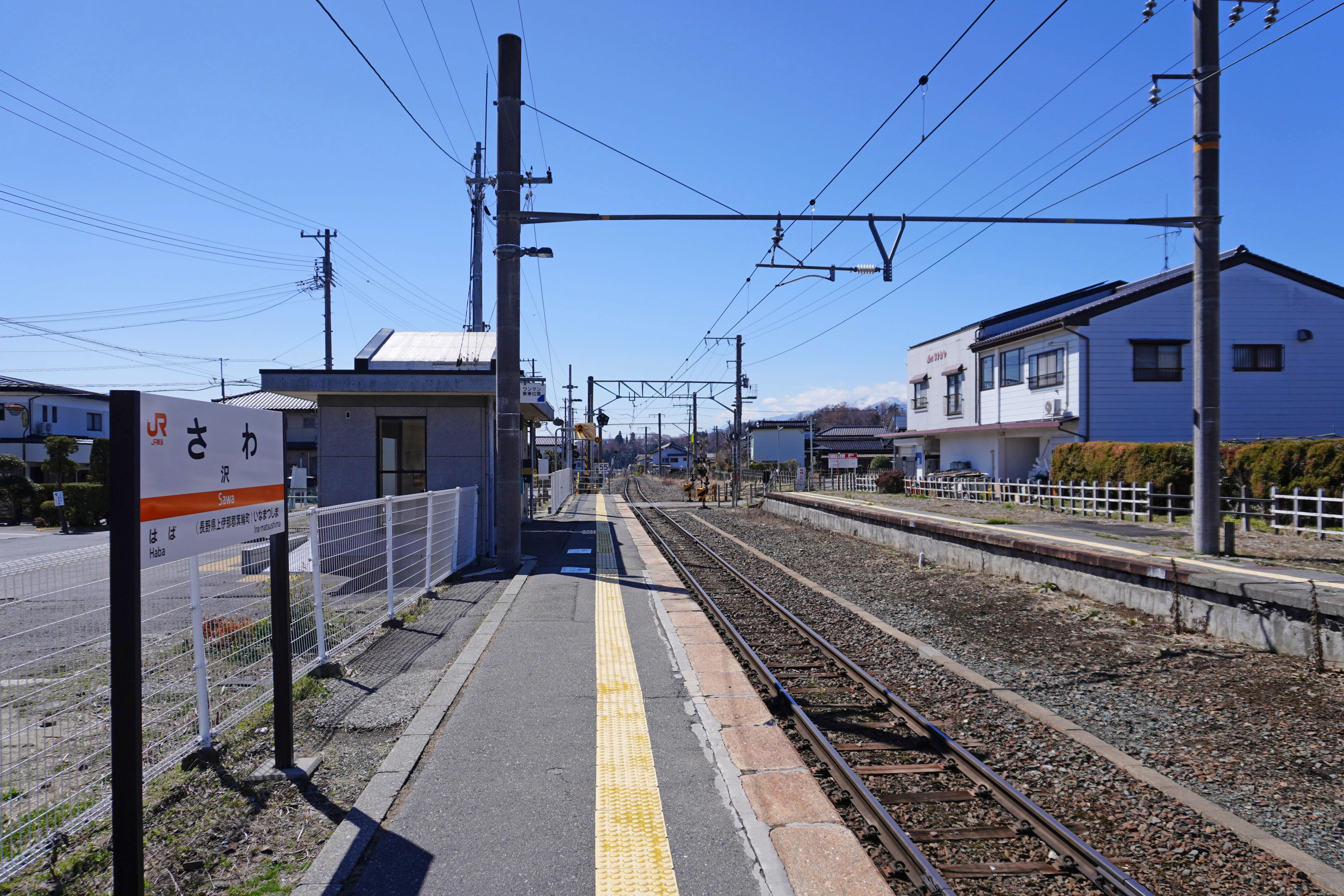
月台（2023年3月）

## 車站構造
本站為單式月台1面1線的地上車站，無法進行列車交會，候車區位於上行線旁。本站是由伊那市站管理的無人站，在2008年9月13日前為2面2線的車站，並且可以進行列車交會。

## 車站周邊
車站附近有一些住宅區。
- 箕輪北小學
- 澤簡單郵局
- 國道153號
- 箕輪町國民健康保險北部診所

## 历史
- 1909年（明治42年）12月28日 - 伊那電車軌道（1919年改名為伊那電氣鐵道）松島（現在的伊那松島）至辰野（即是西町站）之間開業，新設。
- 1923年（大正12年）3月16日 - 伊那松島至辰野之間建設新線，新設澤站，澤停車站停用。
- 1943年（昭和18年）8月1日 - 伊那電氣鐵道線國有化，成為國鐵飯田線車站。
- 1971年（昭和46年）4月1日 - 貨物起卸服務停止，只設旅客服務。
- 1983年（昭和58年）2月24日 - 成為無人站。
- 80年代 - 月台延長至可容納4卡列車。
- 1987年（昭和62年）4月1日 - 因國鐵分割民營化，本站成為東海旅客鐵道的車站。
- 1996年（平成8年）1月尾 - 站舍停用，新建候車區。
- 2008年（平成20年）9月14日 - 由2面2線變為1面1線。

## 相鄰車站
東海旅客鐵道
 飯田線
■快速（包括「水篶」）、■普通
伊那松島－澤－羽場